# Lycodes diapterus
Lycodes diapterus és una espècie de peix de la família dels zoàrcids i de l'ordre dels perciformes.

## Morfologia
- Els mascles poden assolir 33 cm de longitud total.
- Nombre de vèrtebres: 118-126.[4][5]

## Hàbitat
És un peix marí i d'aigües profundes que viu entre 146-844 m de fondària.

## Distribució geogràfica
Es troba al Pacífic nord: els Estats Units (incloent-hi Alaska), el Canadà, el Japó i Rússia.

## Ús comercial
La seua carn és ferma i saborosa, encara que no gaire apreciada.

## Observacions
És inofensiu per als humans.